# Charlotte Wiehe-Berény
Marie Charlotte Wiehe-Berény, født Hansen 28. august 1865 i København – 4. september 1947 i Skodsborg) var en dansk skuespiller, balletdanser og sanger.
Hun blev optaget på Det Kongelige Teaters balletskole i 1874, og derefter ansat på Det Kgl. Teater 1881-90. Årene derefter optrådte hun med visesang, operetter og lystspil, bl.a. på Folketeatret og Casino.
Gift med stumfilmskuespilleren Wilhelm Wiehe 1889-99 og derefter med den ungarske violinist og komponist Henri Berény til dennes død i 1932. Med Berény flyttede hun til Paris og fik en international karriere indenfor teater og stumfilm.
Hun modtog i 1940 Ingenio et arti.